# Barker (Uruguai)
Barker és una localitat de l'Uruguai, ubicada a l'est del departament de Colonia. Es troba a 91 metres sobre el nivell del mar. Segons les dades disponibles a la pàgina web fallingrain.com, Barker té una població aproximada de 91 habitants.